# 国家新闻出版署
國家新聞出版署（简称：新聞出版署，缩写：NPPA），是中共中央宣傳部對外加掛的牌子，同時加掛國家版權局牌子。
國家新聞出版署主要负责貫徹落實中國共產黨的宣傳工作方針，擬定新聞出版業管理政策並督促落實，管理新聞出版行政事務，監督管理出版物內容和質量，管理出版物進口等。

## 沿革

### 建国初期
1949年2月23日成立中共中央宣传部出版委员会，为中共中央宣传部主管出版事业的工作机构，黄洛峰任主任。北平和平解放后，机构设在东总布胡同10号。1949年11月，中央人民政府出版总署成立后，改制为出版总署出版局，黄洛峰任局长。
中华人民共和国成立后，依据《中华人民共和国中央人民政府组织法》第十八条的规定，中央人民政府政务院下设中央人民政府新闻总署、中央人民政府出版总署。1949年10月19日，中央人民政府委员会第三次会议通过任命：胡乔木任新闻总署署长，范长江、萨空了任副署长；胡愈之任出版总署署长，叶圣陶、周建人任副署长。出版总署由华北人民政府教育部所属教科书编审委员会、中共中央领导的中共中央宣传部出版委员会和新华书店编辑部三部分组合而成。
根据政务院的决定，1952年2月撤销新闻总署，原新闻总署各部门工作归并到其他单位。如原新闻总署国际新闻局的对外宣传、出版等工作另设外文出版社办理，归并出版总署。
1954年，中华人民共和国国务院成立。1954年11月16日，国务院发出通知：依照《中华人民共和国国务院组织法》第二条的规定，国务院不设立出版总署，出版总署管理的出版行政业务划归文化部。
1954年12月1日，正式设立文化部出版事业管理局。该机构持续到1969年9月，后被“国务院出版口”取代。

### 文革时期
1966年5月文化大革命开始后，大量出版毛泽东著作随即成为全国出版部门的首要任务。新的文化部党委于1966年6月30日向中央上报《关于加速印制毛主席著作的请示报告》，该报告根据中宣部部长陶铸提出的“停印可以不出的书刊，大量印制毛主席著作”的指示，提出了拟采取的“革命措施”。7月12日到16日，文化部在北京召开“毛主席著作印制工作会议”，以落实1966、1967年大量印制毛主席著作的计划。8月8日，全国报纸均在头版头条刊登新华社消息《中共中央决定大量出版毛主席著作》。12月10日，文化部党委向中央写报告，称根据向各省、自治区、直辖市调查，1967年全国印制《毛泽东选集》的计划可以达到8000万部，但仅能落实6000万部的纸张，希望中央指示有关部门解决。12日陶铸批：“已告中宣部明年出版主席选集8000万部，并争取超过，请总理批示。”13日，总理周恩来批示：“同意。即送富春、秋里阅办。”1967年1月4日，周恩来在北京工人体育场接见全国文艺界、教育界、体育界、新闻出版界10万人参加的群众大会上称，“告诉大家一个好消息：去年《毛泽东选集》印了3000万套，今年打算印8000万套。”正式宣布1967年印制8000万部的计划。
1967年1月10日，文化部出版事业管理局在北京民族饭店召开“第二次全国毛主席著作印制计划会议”的筹备会，全国除西藏自治区外，各省、自治区、直辖市出版部门及中央有关部门的代表40多人出席。会议开到第六天，就被人民出版社一个群众组织“造反”而匆忙收场。
1月22日，《人民日报》发表“首都出版系统革命造反委员会、上海工人革命造反总司令部、首都红卫兵革命造反总司令部（第三司令部）、《人民日报》遵义红旗战斗团等22个群众组织的联合宣言，同时发表人民日报评论员短评《出版毛主席著作的大权我们掌》。
1月26日晚，王力在人民大会堂山东厅接见人民出版社和北京新华印刷厂等单位的“造反”组织代表。江青、陈伯达参加接见，江青说：“你们夺权夺得好！”上海一位出版系统“造反派”代表在汇报中称：“轻工业部太不像话，把做鞋底的塑料放在第一位，把印《毛泽东选集》用的塑料放在第六位。要造轻工业部的反。”江青答：“这个反应该造。”
1月27日，北京、上海26个“造反”组织组成的“全国革命造反派出版毛主席著作委员会筹备委员会”印发“第一号通告”宣布，筹委会已于1月23日在北京成立，宣告“彻底砸烂旧文化部、旧出版局，出版、印刷、发行毛主席著作的一切大权归这个委员会。”“任何人胆敢阻挠、破坏毛主席著作的出版，以现行反革命查处！”
2月12日，中共中央、国务院发出通告，决定取消一切“全国性组织”。筹委会领导即请示王力，14日王力秘书用电话传达王力的意见：“你们可以改变组织形式，继续工作。”“机构要小一些。”关锋在旁说：“我们‘中央文革’还是小组嘛，你们是否叫‘印刷小组’？”筹委会领导回答，叫“印制小组”好一些；关锋说，“可以”。筹委会乃取消“全国”两字，改称“革命造反派印制毛主席著作小组”（简称“印制小组”）。3月6日下午，王力秘书给印制小组打电话传达中央首长批示：《毛选》注释、出版、印刷一切事宜权力都属于中央。印制小组随即结束。
4月30日晚，周恩来在中南海小礼堂接见中央各机关各派代表，在讲话中称：“文教口已经拆散，中央文革小组直接管中宣部、文化部、教育部、新华社。中央文革小组下设宣传出版、艺术电影、教育三组。出版局属出版组管。”
1967年5月11日，“毛主席著作出版办公室”成立。在“中央文革小组宣传组办公室”印发给中央有关部委、军队、新闻单位和各省、市、自治区革命委员会（筹备小组）、军管会的通知中称：“根据中央文革小组关于旧文化部出版局及所属单位归中央文革宣传组管理的决定，为了使原出版局一些急需办理的业务、行政工作照常进行，暂定由毛主席著作出版办公室代行原出版局的领导职权。”自1967年5月11日起，新闻出版用纸的计划分配和管理工作由“毛主席著作出版办公室”主管。
参加“毛主席著作出版办公室”的工作人员前后有变动，工作时间较长的有13人：负责人常工（人民出版社）；秘书组：朱大林（组长，国家计委文教局）、吴承琬（人民出版社）、苗淑德（文化部办公厅）；印制组：李英才（组长，科学出版社）、方厚枢（文化部出版局）、安长春（人民出版社）、佟庆福（中国印刷公司）、崔福海（新华书店北京发行所）；物资组：张安定（组长，国家计委轻工局）、陈明勋（北京纸张供应站）、翟泽东（北京新华印刷厂）、左英明（人民教育印刷厂）。1968年12月底，“首都工人、解放军毛泽东思想宣传队”五人进驻办公室，分别是中国人民解放军政治学院的王济生、刘梅、刘希政和北京新华印刷厂的王淮章、田守维，由王济生负责。
毛主席著作出版办公室的首要任务是1967年出版《毛选》（一至四卷）8000万部。7月24日，国务院、中央军委、中央文革小组联名转发中央文革宣传组《关于出版用纸生产和供应情况的通知》，决定“对几个重要的造纸厂（如汉阳、宜宾、江西等造纸厂）即由所在地实行军事管制”；“严格控制各高等院校小报发行数量，由各地革命委员会或筹备小组、军管会或军区负责”等措施。该时期不少省、市建立了毛主席著作出版办公室或类似机构，出版机构瘫痪的局面逐步改善。10月4日，毛主席著作出版办公室向中央文革小组写了《〈毛泽东选集〉8000万部计划执行情况的报告》，提出“加强领导，突出重点，确保物资供应，狠抓装订，重视质量”五点建议。10月27日，中共中央、中央文革小组联名向全国发出《中共中央文件》，要求各级领导部门“加强领导，加强协作，保证高质量、高速度地完成全年8000万部的出版计划”。到12月20日，8000万部计划提前超额完成。
毛主席著作出版办公室成立后，上下联系工作均经中央文革宣传组的联络员传达，有些要由各省、市、区办理的事宜则由办公室发文或打电话通知。1967年10月中旬中央文革宣传组撤销后，改为通过中央文革负责与该办公室联系的联络员（解放军）传达。办公室就出版工作向中央文革的请示报告，主要由陈伯达、姚文元批复，或由联络员口头传达。1969年9月，周恩来开始过问该办公室工作。22日，国务院值班室主任吴庆彤来到办公室传达周恩来关于《毛选》第五卷出版工作的指示，并了解第五卷出版准备情况，办公室负责人汇报后提出希望周恩来对办公室工作给予指示。
1970年5月，成立“国务院出版口”。1970年10月，根据周恩来指示，“毛主席著作出版办公室”并入国务院出版口，该办公室工人、解放军毛泽东思想宣传队负责人王济生出任出版口五人领导小组组长。
1973年7月，国家出版事业管理局成立，属国务院领导。局设6人组成的领导小组，徐光霄任组长，下设政治部、出版部、印刷部、办公室、计财室，人员60人。1973年9月26日，国家出版事业管理局正式成立。1975年9月，国务院发出通知，增设国家出版事业管理局为国务院直属机构。1976年10月后，国家出版事业管理局的领导班子和职能机构调整。到1981年，局机关下设政治部、出版部、印刷部、研究室、办公室、计财室，编制100人。

### 改革开放
1982年5月4日第五届全国人大常委会第二十三次会议通过的《关于国务院部委机构改革实施方案的决议》规定，“将文化部、对外文化联络委员会、国家出版事业管理局、国家文物事业管理局、外文出版发行事业局合并，设立文化部。”1982年11月，经国务院批准，文化部机关设文化部出版事业管理局等19个司局级机构。
1985年6月28日，文化部呈报国务院，建议在文化部设国家版权局。7月25日，国务院批复同意文化部的建议；同时决定将文化部出版事业管理局改称国家出版局。国家出版局与国家版权局为一个机构两块牌子，仍由文化部领导。国家版权局局长由国家出版局局长兼任。第一任国家版权局局长是边春光。
1986年10月6日，《国务院关于恢复国家出版局为国务院直属局建制的通知》（国发〔1986〕93号）称，“为了加强对全国出版工作的领导和管理，国务院决定将文化部所属国家出版局恢复为国务院直属机构。……保留国家版权局的名义。”国家版权局与国家出版局仍为一个机构、两块牌子。
1986年12月上旬，宋木文接到中共中央任命他为国家出版局党组书记、局长，免去文化部副部长、党组成员职务的通知。12月中旬，宋木文赴广西南宁主持召开全国出版局(社)长会议。会议期间，北京来电话称，中央决定撤销国家出版局，重新组建国家新闻出版局，以加强对新闻出版工作的管理、审批和检查。这时国家出版局仅任命有局长宋木文一人，宋木文乃受命组建新机构。他想到建国初期中央人民政府设有新闻总署、出版总署，建议按该名称和模式建立新闻出版总署。讨论时，国家编委人员提出称“署”而不称“总署”，国务院秘书长陈俊生也同意不加“总“字，并表示带有“总”字的如海关总署、民航总局均实行中央对地方垂直领导，新闻出版不属这类体制。
1987年1月13日，《国务院关于成立新闻出版署的通知》（国发〔1987〕3号）称，国务院决定撤销国家出版局，设立国务院直属机构中华人民共和国新闻出版署，负责全国新闻出版事业的管理工作；保留国家版权局，仍为一个机构、两块牌子。新闻出版署的主要任务是：“制定新闻出版、版权等方面的法律、法令和规章制度，对全国新闻、出版、印刷、发行和版权工作进行管理，保证社会主义新闻出版和版权事业的健康发展。”新闻出版署机关设办公室、政策研究室、期刊管理局、报纸管理局、图书管理局、印刷管理局、发行管理局、计划财务司、人事教育司、国家版权司和直属机关党委、直属机关纪委，并设有5个直属处，编制300人。
1987年在青岛召开全国版权工作座谈会，确定了地方版权管理机关的任务。1990年，《中华人民共和国著作权法》颁布，1991年起实施。1989年成立了全国“扫黄打非”工作办公室的前身，设在新闻出版署。
1988年国务院机构改革，国家机构编制委员会重新审定了新闻出版署的职能、机构和编制。新闻出版署（国家版权局）的主要职能是：“制定新闻出版、版权等方面的法律、法令和规章制度，对全国新闻、出版、印刷、发行和版权工作进行管理，保证社会主义新闻出版和版权事业的健康发展。”内设办公室、政策法规司、报纸管理司、期刊管理司、图书管理司、音像管理司、技术发展司、发行管理司、版权司、计划财务司、人事教育司、外事司和机关党委，机关行政编制350人（含工勤人员）。
1993年国务院机构改革，根据八届全国人大一次会议批准的国务院机构改革方案和《关于国务院机构设置的通知》，中华人民共和国新闻出版署和中华人民共和国国家版权局一个机构两块牌子，是国务院直属机构。新闻出版署主管全国新闻出版事业；国家版权局主管全国著作权管理工作，代表国家处理涉外著作权关系。在著作权管理上，国家版权局对内对外单独行使职权。根据中共中央“两手抓，两手都要硬”方针，在职能转变中要从对新闻出版活动的微观管理转向对全行业的宏观管理，从集中管理转向中央和地方分级管理；要加强新闻、出版、著作权立法，强化监督职能；将具体事务性职能下放或转给直属单位、地方、行业协会。机关内设办公室（对外可用法规司印章）、图书管理司、报纸管理司、期刊管理司、音像管理司、发行管理司、技术发展司、计划财务司、人事教育司、对外合作司、版权司和机关党委，机关行政编制265人。另设纪检、监察、审计等派驻机构及后勤、老干部服务机构，编制另行核定。
1998年3月，根据九届全国人大一次会议批准的国务院机构改革方案和《国务院关于机构设置的通知》，继续设国家新闻出版署（国家版权局），是国务院主管新闻出版事业和著作权管理的直属机构。在著作权管理上以国家版权局名义对外单独行使职权。内设办公室（政策法规司、计划财务司）、图书出版管理司（古籍整理出版规划办公室）、报纸期刊出版管理司、音像和电子出版物管理司、出版物发行管理司（出版物市场“扫黄”“打非”办公室）、印刷业管理司（科技发展司）、人事教育司、对外合作司、版权管理司和机关党委，机关行政编制145人。另设离退休干部工作机构、后勤服务机构，编制另行核定。
2001年，新闻出版署由副部级升格为正部级单位，改称中华人民共和国新闻出版总署，与国家版权局仍为一个机构、两块牌子。2001年4月7日，新闻出版署召开署直系统干部大会，中共中央组织部副部长张柏林宣布了中共中央、国务院关于新闻出版署升格为正部级单位，名称为“中华人民共和国新闻出版总署”，仍为国务院直属机构的决定，中共中央宣传部常务副部长刘云山讲话。2001年4月30日，《国务院关于国家工商行政管理局新闻出版署国家质量技术监督局国家出入境检验检疫局机构调整的通知》（国发〔2001〕13号）发出，“将中华人民共和国新闻出版署（中华人民共和国国家版权局）调整为中华人民共和国新闻出版总署（中华人民共和国国家版权局），升格为正部级，为国务院直属机构。”2001年12月13日，国务院总理朱镕基来到新闻出版总署考察工作，指出中共中央、国务院决定将新闻出版总署升格为正部级单位，是深化政府机构改革、转变政府职能的重要步骤。
2008年7月11日，《国务院办公厅关于印发国家新闻出版总署（国家版权局）主要职责内设机构和人员编制规定的通知》（国办发〔2008〕90号）印发的《国家新闻出版总署（国家版权局）主要职责内设机构和人员编制规定》称，“根据《国务院关于机构设置的通知》（国发〔2008〕11号），设立国家新闻出版总署（国家版权局）（正部级），为国务院直属机构。”
2008年底，位于宣武门外大街的新闻出版总署新办公楼投入使用。2009年1月16日，中共中央政治局常委李长春，中共中央政治局委员、中央书记处书记、中央宣传部部长刘云山，中共中央政治局委员、国务委员刘延东等来到刚投入使用的新办公楼考察工作，听取了新闻出版总署署长柳斌杰的工作汇报。
2013年3月，十二届全国人大一次会议批准《国务院机构改革和职能转变方案》和《国务院关于机构设置的通知》（国发〔2013〕14号），将新闻出版总署、国家广播电影电视总局的职责整合，组建中华人民共和国国家新闻出版广电总局，加挂国家版权局的牌子。
2018年3月，中華人民共和國國務院進行機構改革，撤銷正部級直屬機構国家新闻出版广电总局，在其广播电视管理职责的基础上组建国家广播电视总局。原国家新闻出版广电总局的新聞出版管理職責被劃歸中宣部，後者加掛國家新聞出版署（國家版權局）牌子。
2018年3月22日，国务院下发《国务院关于机构设置的通知》（国发[2018]6号），在“国务院直属机构”一节中，明确國家新闻出版署（国家版权局）在中共中央宣传部加挂牌子，由中共中央宣传部承担相关职责。
2018年4月16日，国家新闻出版署正式挂牌。

## 机构设置
根据有关规定，国家新闻出版署在中央宣传部加挂牌子，由中央宣传部承担具体工作。中央宣传部在新闻出版方面设置下列机构：

### 内设机构
- 出版局
- 传媒监管局
- 印刷发行局
- 反非法反违禁局（全国“扫黄打非”工作小组办公室）
- 版权管理局
- 进出口管理局

## 历任领导
国家新闻出版署署长
1. 庄荣文 （2018年5月24日－2018年8月21日，中央宣传部副部长、中央网信办主任兼）[22][23]